# Brian: Portrait of a Dog
"Brian: Portrait of a Dog" (em português:  "Brian: Retrato de um Cão") é o sétimo e último episódio da primeira temporada da série de televisão de animação Family Guy. Escrito por Gary Janetti e dirigido por Michael Dante DiMartino, foi originalmente exibido na rede de televisão Fox Broadcasting Company nos Estados Unidos a 16 de Maio de 1999. O episódio teve como convidados, Butch Hartman, Rachael MacFarlane, Dick Van Patten, Mary Scheer, Joey Slotnick e Wally Wingert, juntamente com os diversos dubladores de personagens secundários da série.
O episódio mostra o cão antropomórfico Brian Griffin que, após deixar o seu orgulho de lado, participa num concurso de cães a fim de ganhar dinheiro para comprar um novo ar-condicionado. No entanto, após discutir com Peter Griffin por causa de um truque que não correu bem, Brian percebe que é um "cidadão de segunda classe" e foge de casa, acabando na sua prisão com pena de morte. Desesperados por salvar o seu cão, a família Griffin tenta libertar Brian e impedi-lo de ser sacrificado.
"Brian: Portrait of a Dog" recebeu variados elogios pela crítica de televisão especializada, especialmente por Ahsan Haque do IGN pela sua história e uso de referências culturais.

## Produção

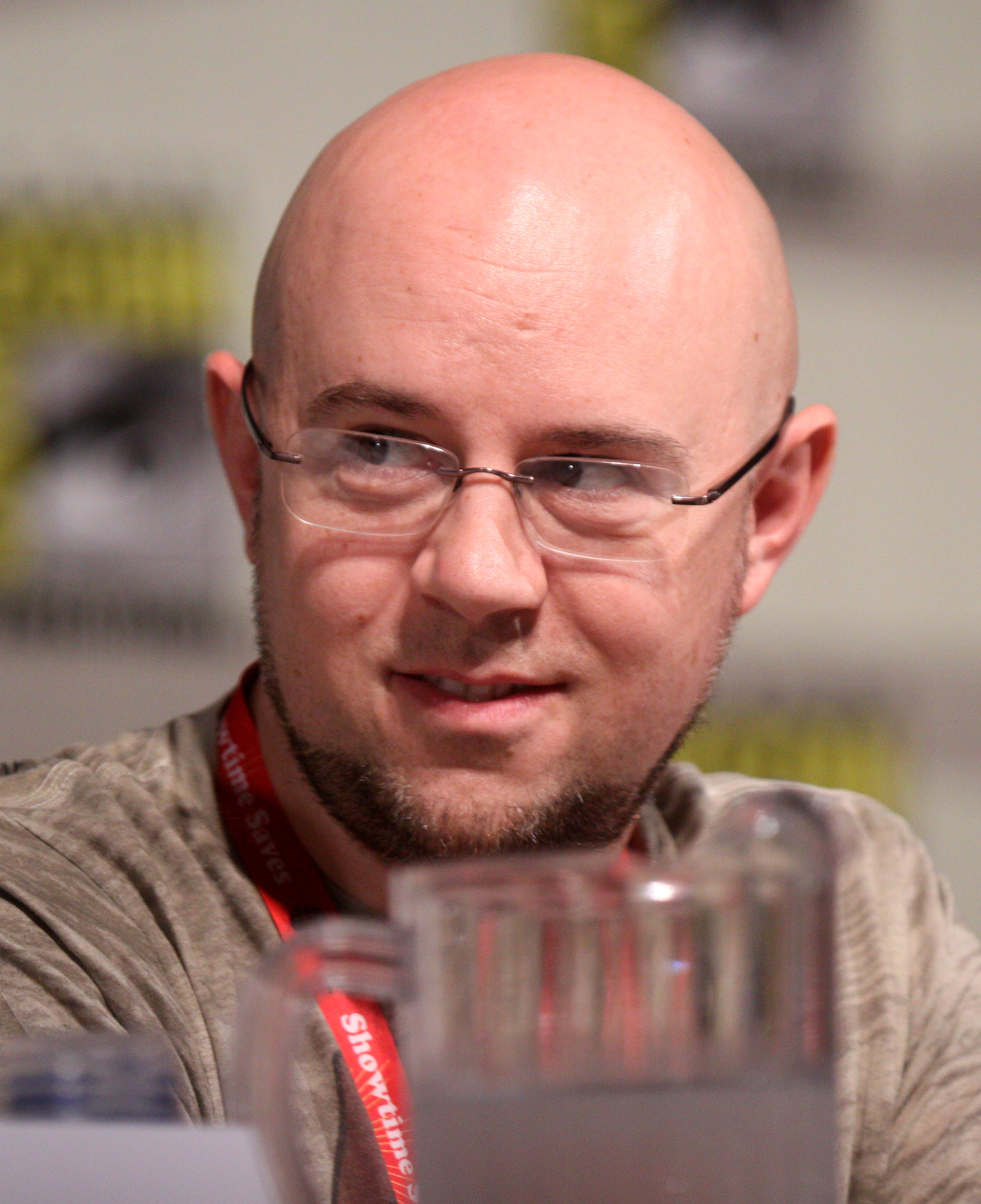
Michael Dante DiMartino dirigiu o episódio.

"Brian: Portrait of a Dog" foi escrito por Gary Janetti, que assim produz um episódio pela primeira vez para Family Guy, e dirigido pelo antigo diretor da série de televisão King of the Hill, Michael Dante DiMartino, que já havia escrito o episódio "I Never Met the Dead Man". Roy Allen Smith e Peter Shin - que já supervisaram outros episódios da série - trabalharam como directores de supervisão. Mike Henry, Neil Goldman, Andrew Garrett e Gormley Donovan trabalharam no episódio como editores e escritores da história. O criador da série Seth MacFarlane, David Zuckerman, Lolee Aries, David Pritchard e Mike Wolf trabalharam como produtores executivos, enquanto Craig Hoffman, Danny Smith e Gary Janetti trabalharam como produtores de supervisão. Além do elenco regular, o episódio contou com a voz da atriz e comediante Mary Scheer, dos actores Dick Van Patten, Joey Slotnick, Wally Wingert e da atriz e irmã do criador da série, Rachael MacFarlane. Entre os dubladores recorrentes estavam a atriz Lori Alan e o escritor e animador Butch Hartman.
"Brian: Portrait of a Dog", juntamente com 27 outros episódios da primeira e segunda temporadas de Family Guy, foram lançados  num conjunto de quatro DVD's nos Estados Unidos a 15 de Abril de 2003. O conjunto inclui breves comentários em áudio feitos por Seth MacFarlane e vários membros da equipa e elenco sobre vários episódios dos DVDs. Os DVDs também apresentam versões em francês e espanhol dos episódios, uma alteração de um episódio, e cenas cortadas de alguns episódios.

## Enredo
Quahog está a braços com uma onda de calor incomum e, não tendo ar condicionado, a família Griffin sofre com o calor. Peter Griffin descobre um concurso de cães que oferece um prêmio de 500 dólares, o que vê como a forma perfeita de poder comprar um ar condicionado e convence Brian Griffin, relutante, a participar. Brian realiza os seus truques no concurso e Peter coloca um biscoito em forma de osso no nariz de Brian, que acha isso humilhante e fica zangado, recusando "perpetuar o estereótipo do 'bom cão'", e Peter fica envergonhado por Brian não cumprir o prometido. Mal-humorado, o cachorro sai da competição.
No caminho para casa, Peter e Brian discutem até que Brian sai do carro. Na rua, Brian é mandado parar pela polícia, que multa o cão, pelo qual Peter tem que pagar 10 dólares por violar a lei local sobre coleiras, o que só amplia o conflito entre Peter e Brian. Segue-se outra discussão, onde Peter menciona que encontrou Brian na estrada, onde era um cão vadio. Brian fica irritado, pois Peter trouxe o assunto à conversa, e fica ainda mais irritado quando Peter, então, pede que Brian "deixe de ser um cão mau". Brian sai de casa, e a partir dai, é maltratado injustamente pela comunidade, sendo mesmo forçado a dormir no terminal de autocarros. Peter compra um gato, que acaba por ser malicioso e abusivo, com a família acabando por se livrar dele e passar a procurar por Brian. Com o tempo, Peter decide pedir desculpas a Brian, que tinha sido expulso de um restaurante e de uma loja pública e sido perseguido pela polícia quando foi encontrado a beber de uma fonte de água. Brian torna-se um sem abrigo, acabando por atacar um homem na rua por este o tratar como um vagabundo bêbado e por não acreditar que Brian era um bom cão. Depois, é levado pela polícia e aguarda na prisão pela pena de morte através de uma injecção letal.
O assistente social comunica a Brian e ao resto da sua família que este está condenado a ser sacrificado, o que choca toda a família. Enquanto Peter trabalha no recurso de Brian, este decide estudar as leis, tanto o quanto ele pode, e vai para tribunal para defender o seu próprio caso. Mas, quando finalmente tem a oportunidade de se defender, o tribunal decide que "é estúpido"  ouvir um cão. Durante a audiência de Brian, este faz referência ao caso Plessy v. Ferguson. Quando o cão está prestes a ser dispensado, Peter entra em cena e faz um último apelo emocional em seu nome. Apesar disso, os membros do júri ainda não estão do lado de Brian, mas Peter promete dar 20 dólares a cada, o que os convence a libertá-lo. As acusações contra Brian são finalmente retiradas e a cidade mostra-lhe um novo respeito, permitindo-lhe finalmente beber do bebedouro, mostrando que o seu estatuto é igual ao dos restantes cidadãos da comunidade. A família regressa a casa. Após Stewie Griffin, numa manisfestação incomum de respeito para com Brian, curvar-se levemente perante o cão, Brian e Peter são deixados sozinhos. Brian lambe a cara de Peter, um gesto de amor feito por cães, e ameaça matá-lo se este alguma vez contar a alguém sobre o sucedido.